# Anton Niklas Sundberg

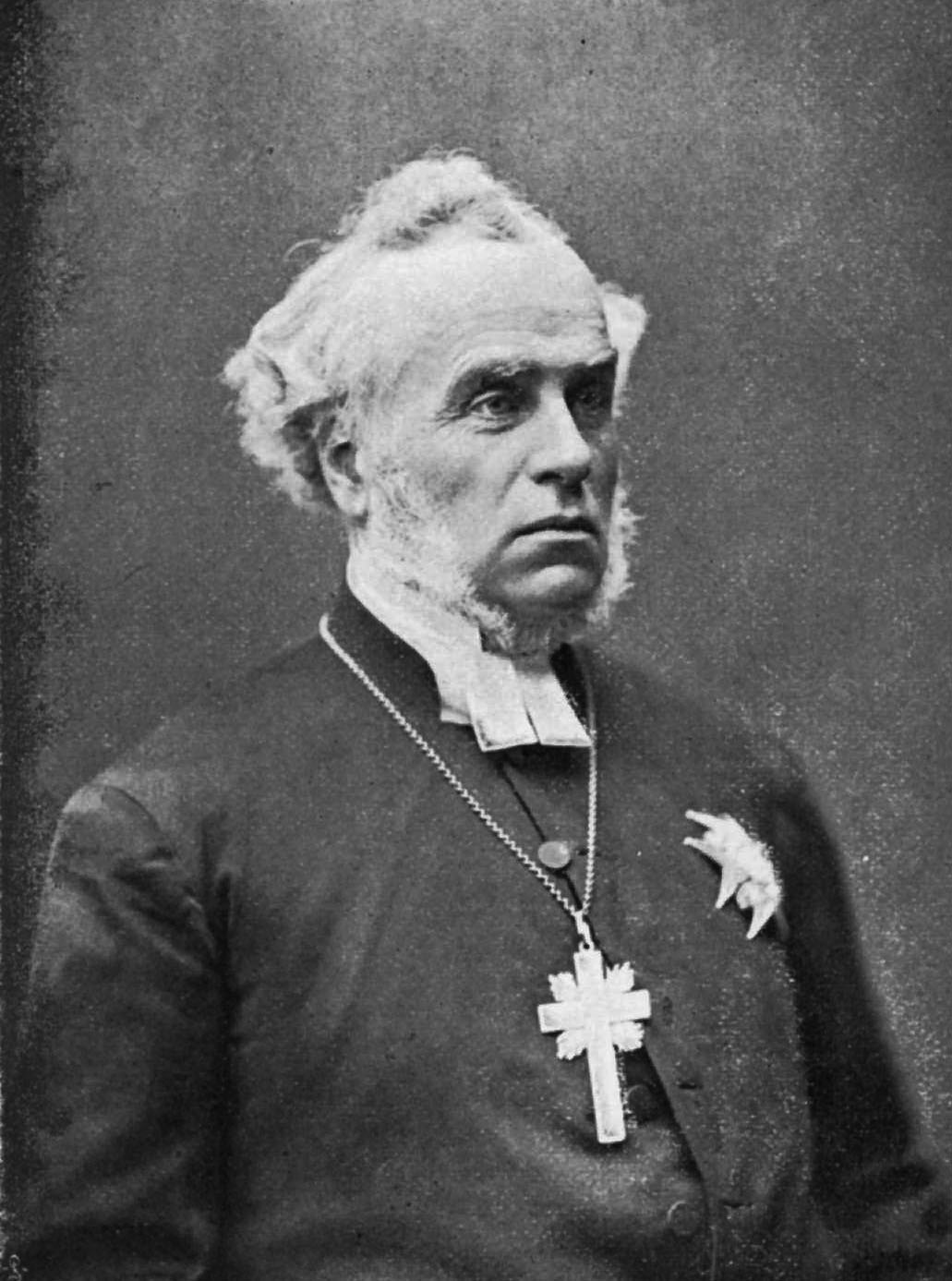
Anton Niklas Sundberg

Anton Niklas Sundberg (* 27. Mai 1818 in Uddevalla; † 2. Februar 1900 in Uppsala) war ein schwedischer lutherischer Theologe und Erzbischof von Uppsala.

## Leben
Sundberg studierte Evangelische Theologie an der Universität Uppsala und wurde 1845 nach dem Kandidatexamen ordiniert. 1849 wurde er Adjunkt an der Theologischen Fakultät der Universität Lund und erhielt 1852 eine Professur für Dogmatik und Moraltheologie ebenda. 1857 wechselte er auf die Professur für Kirchengeschichte und wurde, nach der Promotion zum Dr. theol. 1860, 1861 nebenamtlich Dompropst im Bistum Lund sowie Rektor der Universität. Von 1864 bis 1870 war er Bischof in Karlstad und vertrat als solcher den Pfarrerstand im letzten Ständereichstag 1866. 1870 trat er als Nachfolger von Henrik Reuterdahl seinen Dienst als Erzbischof von Uppsala an und amtierte bis zu seinem Tod als höchster Repräsentant der Schwedischen Kirche (länger als jeder andere seit dem ersten evangelischen Erzbischof). Als gewählter Vertreter gehörte er auch dem Reichstag (mit Unterbrechungen) bis 1892 an und war von 1867 bis 1872 Parlamentspräsident der zweiten Kammer, von 1877 bis 1880 der ersten Kammer.

## Bedeutung
Schon in der Zeit als Professor in Lund galt Sundberg als einer der wichtigsten Vertreter des hochkirchlichen Luthertums in Schweden. In der mit Ebbe Gustaf Bring (1814–1884) und Wilhelm Flensburg (1819–1897) herausgegebenen Swensk Kyrkotidning (1855–1864) trat er für eine enge Verbindung von Staat und Kirche und somit gegen das Freikirchentum ein. Als Erzbischof forderte er eine christlich-soziale Politik, um den Materialismus der Arbeiterbewegung zu bekämpfen.

## Ehrungen
Sundberg erhielt 1873 den Königlichen Seraphinenorden, später auch den Nordstern-Orden (als Kommandeur). 1874 wurde er in die Schwedische Akademie und in die Kungliga Vitterhets Historie och Antikvitets Akademien, 1877 in die Königlich Schwedische Akademie der Wissenschaften gewählt. 1879 zeichnete ihn die Juristische Fakultät der Universität Kopenhagen mit der Ehrendoktorwürde aus.